# مع الأيام (فلم)
مع الأيام  فيلم دراما مصري للمخرج أحمد ضياء الدين عام 1958، من تأليف يوسف جوهر. الفيلم من بطولة ماجدة، عماد حمدي، علوية جميل، أحمد علام، وداد حمدي، فاروق عجرمة  وتدور الأحداث حول الطبيبة الشابة التي يموت زوجها أثناء جراحة ويتركها ترعى طفلين وتتعرض لانتقاد والدة الزوج والناس عندما تفكر في الزواج.
صدر الفيلم إلى دور العرض المصرية في 10 مارس 1958.
منح موقع قاعدة بيانات الأفلام على الإنترنت (IMDB) الفيلم درجة 6.6/ 10.
منح موقع قاعدة بيانات الأفلام العربية «السينما.كوم» الفيلم درجة 5.3/ 10.

## طاقم التمثيل
ماجدة: في دور الدكتورة عفاف
عماد حمدي: في دور عادل (مهندس)
علوية جميل: في دور منيرة هانم (عمة عفاف وحماتها)
أحمد علام: في دور الدكتور طلعت (جراح)
وداد حمدي: في دور فاطمة (خادمة بيت عفاف)
فاروق عجرمة: في دور سمير (جار عفاف)
سناء جميل: في دور إحسان (جارة عفاف وزوجة سمير)
عبد المنعم إبراهيم: في دور الدكتور فوزي (زميل عفاف)
محمد نبيه: في دور بسيوني (الممرض)
كريم ضياء الدين: في دور الصبي كريم (مريض بالمستشفى)
حورية (رفيعة هانم): في دور ممرضة
إبراهيم حشمت: في دور عم الأطفال
حسين إسماعيل: في دور رجل من أقارب الأطفال
عز الدين إسلام: في دور رجل من أقارب الأطفال
نجوى فؤاد: في دور الراقصة (في حفل الزفاف)
صالحة قاصين: في دور سيدة في حفل الزفاف
فيكتوريا كوهين: في دور سيدة في حفل الزفاف
عزيز ناصر: في دور الطفل مجدي
وزة: في دور الطفلة منى 

## أحداث الفيلم
تستقبل الدكتورة عفاف (ماجدة)، في مستشفى هليوبوليس، المهندس الشاب عادل (عماد حمدي) وهو يعاني من ألم شديد أسفل البطن، ويرفض في البداية أن توقع الكشف عليه، حيث أنه لا يثق في النساء وهو أيضا غير متزوج، وعندما تقوم عفاف بالكشف عليه تشخص حالته «التهاب بالمصران الأعور» وتستدعي الجراح الدكتور طلعت (أحمد علام). يصل المستشفى الدكتور فوزي (عبد المنعم إبراهيم) ويتحدث مع الدكتور طلعت وهو يشيد باجتهاد عفاف وما أصابها بعد وفاة زوجها الجراح المشهور في سن مبكرة، في حالة تسمم، وتركها ترعى الطفلة منى (وزة) والطفل مجدي (عزيز ناصر) وأيضا عمتها، ووالدة زوجها المتوفي، منيرة هانم (علوية جميل). تصل عفاف إلى بيتها متأخرة وعيون جارتها الشابة إحسان (سناء جميل) وزوجها سمير (فاروق عجرمة) تراقبها وتستهجن عملها الليلي. تلتقي الدكتورة عفاف، في الصباح، بالدكتور فوزي الذي يستشيرها في شراء «شبكة» لخطيبته، ويقدم لها الصبي المريض كريم (كريم ضياء الدين) الشيكولاته، وأيضا تعاين حالة المهندس عادل. تعترض منيرة هانم على عمل عفاف إلى وقت متأخر، وتنهار عفاف وتسقط مغشياً عليها، وعندما يعرف كل من في المستشفى بحالتها يقرر الصبي كريم إرسال ورد لها بعد أن يأخذ من المهندس عادل سلفة لذلك، وتظهر علامات حب عادل لطبيبته الجميلة. يصل الورد إلى بيت عفاف تحمله خادمتها فاطمة (وداد حمدي) بينما تتعجب منيرة هانم من حب المرضى لطبيبتهم. يخرج عادل وكريم من المستشفى سراً للإحتفال بعيد ميلاد كريم، وعند بوابة المستشفى تظهر الدكتورة عفاف التي جاءت لنفس السبب، ويقضي الثلاثة ليلة سعيدة. يتم شفاء عادل ويخرج من المستشفى إلى موقع عمله في الصحراء بعيداً عن القاهرة، ويعود للقاهرة متوجهاً لبيت عفاف ويلتقي بمنيرة هانم، وعندما يطلب الزواج من عفاف تفاجئه منيرة هانم بأن عفاف أرملة ولدها ولها طفلين تقوم برعايتهم وتطلب منه الإبتعاد عنها من أجل الأطفال، ويغادر عادل دون أن يعد منيرة هانم بالإبتعاد عن عفاف. تستمر محاولات عادل للقاء عفاف وإقناعها ببداية جديدة لحياتها، بينما تستمر منيرة هانم في مراقبتها وإزعاجها ثم تغادر بيت عفاف تحمل حقيبة حاجياتها. يقيم الدكتور فوزي حفل زفافه وتتعرض عفاف هناك لمضايقات سمير زوج إحسان الذي يحاول دائما التقرب منها ويحاول تقبيلها عند باب بيتها بعد أن قام بتوصيلها بسيارته، ويصل عادل ليرى هذا المشهد ويغادر غاضباً. يأتي إلى بيت عفاف عم الأطفال (إبراهيم حشمت) بصحبته أقاربها الرجال (حسين إسماعيل) و (عز الدين إسلام) بعد أن أبلغتهم منيرة هانم بعدم رضاها عن تصرفات عفاف، ويهدد الأقارب بحرمانها من أطفالها. تستمر اعتراضات الجميع على علاقة عفاف بعادل وتقوم أسرتها بإقامة دعوى قضائية بضم الأطفال لحضانة الجدة منيرة هانم بسبب إهمال الأم لأطفالها. تقرر عفاف الاستقالة من عملها للتفرغ للأطفال وكسب قضية الحضانة، وتوافق على الزواج من عادل الذي تصادف صدور أمر بقله إلى العمل في أسوان. في المشهد الأخير يصل عادل إلى محطة القطار وهو ينتظر حضور عفاف، التي تظهر وهي مسرعة للقاء حبيبها. ومن نافذة القطار تشاهد أطفالها الذين حضروا لتوديعها مع خادمتهم فاطمة، ولكن صياحهم يجعل عفاف تغادر القطار الذي يتحرك حاملاً عادل بينما هي تحتضن منى ومجدي.

## وصلات خارجية
- مع الأيام على موقع IMDb (الإنجليزية)
- مع الأيام على موقع قاعدة بيانات الأفلام العربية
- مع الأيام على موقع قاعدة بيانات الفيلم (الإنجليزية)
- مع الأيام على موقع ليتربوكسد (الإنجليزية)
- مع الأيام على موقع الدهليز
- مع الأيام على موقع كاروهات

https://www.csfd.cz/film/381003-maal-ayyam/prehled/ مع الأيام (فلم)